# Koljala (Lüganuse)
Koljala is een plaats in de Estlandse gemeente Lüganuse, provincie Ida-Virumaa. De plaats heeft de status van dorp (Estisch: küla) en telt 47 inwoners (2021).